# セオドア・ルーズベルト3世
セオドア・ルーズベルト3世（Theodore III、Theodore Roosevelt IVとも、1914年6月14日 - 2001年5月2日）は、アメリカの実業家。

## 生い立ち
ニューヨーク市のルーズベルト家で生まれた。祖父はセオドア・ルーズベルト、父はその四子セオドア・ルーズベルト・ジュニア、母はエレノア・バトラー・アレクサンダー。また、姉はグレース・グリーン・ルーズベルト（ウィリアム・マクミランの妻）、兄はコーネリアス・ルーズベルトとクエンティン・ルーズベルト2世。
祖父セオドア、父テッドに続いてグロトン校に入学し、1936年にハーバード大学を卒業した。大学ではHasty Pudding Theatricals、the Owl Clubに所属し、卒業後はデュポン（1936年 - 1941年）で働いた。

## 第二次世界大戦
第二次世界大戦中、ルーズベルト家の伝統に従い、太平洋戦線の中尉として、海軍パイロットとなった。エア・メダルを受賞し、海軍少佐で除隊した。父テッドも、志願兵となり、北アフリカでの連合軍の侵攻に従軍している。

## 戦後
復員後、モンゴメリーのスコットのフィラデルフィア証券会社に入社し、1952年に partnerとなった。ジェームズ・ダフ知事の任命により、1949年から1951年までペンシルベニア州商務長官を務めた。長年、エンタープライズ・システム社社長、セオドア・ルーズベルト協会管財人を務めた。空母セオドア・ルーズベルトのhonorary plank ownerであり、バージニア州にあるパインノットの保存にも、尽力した。　
1940年2月3日、ジョージ・ウィーラー・バブコック（1879年5月12日 - 1950年11月21日）とアン・メイソンBonnycastleロビンソン(1886年1月10日 — 1923年2月4日)の娘　アン・メイソン・バブコック(1917年12月3日 — 2001年1月29日)と結婚した。息子はセオドア・ルーズベルト5世1人である。ペンシルベニア州Bryn Mawrで死亡した。妻と共にサムスヴィル近郊に埋葬された。